# Az Egyesült Királyság Függetlenségi Pártja
Az Egyesült Királyság Függetlenségi Pártja (angolul UK Independence Party, UKIP, ejtsd: jukip) vagy röviden Függetlenségi Párt egy brit euroszkeptikus párt.  Nigel Farage, a Konzervatív Párt korábbi politikusa és a Konzervatív Pártból kilépett társai alapították 1993-ban. A párt ideológiája a brit nacionalizmus, az euroszkepticizmus, a gazdasági liberalizmus és a jobboldali populizmus.
A párt sokáig csak az Európai Parlamentben (EP) képviseltette magát. Itt a pártelnök, Nigel Farage szellemes szónoklataival keltett feltűnést. Farage a sikeres Brexit-népszavazás után lemondott a pártelnökségről. 2016. szeptember 15-én Diana Jamest választották meg utódjául. 2016. október 4-én Diana James lemondott a párt elnökségről, és Nigel Farage lett újra a párt elnöke. 2016 november 28-án Paul Nuttalt választották a párt új elnökévé.
2017. június 8-án Paul Nuttal lemondott a párt elnökségről, mivel kevés szavazatot kapott.

## Története
A UKIP az Anti-Federalist League (Antiföderalista Liga) tagjaként alakult meg 1991-ben Alan Sked történész vezetésével. A Liga elutasította a Maastirchti kritériumokat és célnak fogalmazta meg, hogy a kormányzó Konzervatívoknál elérje az Egyesült Királyság lépjen ki az Európai Unióból. Alan Sked azután lett euroszkeptikus szemléletű, hogy a londoni  London School of Economics-nál európai tanulmányokat oktatott.
A párt indult az 1994-es európai parlamenti választásokon és 1%-ot értek el. Az 1997-es parlamenti választásokon a párt 0,3%-ot ért el országosan, egyedül a párt Salisbury jelöltje Nigel Farage ért el 5%-ot. A választási eredmények után Alan Sked lemondott a párt éléről, őt követte Michael Holmes. Sked azért mondott le mert a pártba állítása szerint beszivárogtak rasszista és szélsőjobboldali elemek, beleértve a BNP "kémjeit".
Holmes vezetésével az 1999-es európai parlamenti választásokon 7%-ot értek, amivel 3 mandátumot szereztek. Délkelet-Anglia (Nigel Farage) Délnyugat-Anglia (Michael Holmes) és Kelet-Anglia (Jeffrey Titford) régiókból kerültek ki. Ez volt az első választás, amikor már az arányos-listás rendszert vezették be.
2019-ben Nigel Farage, a párt egykori vezetője megalapította a Brexit Pártot, mellyel az UKIP rengeteget vesztett a szavazótáborából, lemorzsolódott. Sorra jöttek új vezetők a pártba, de egyikük sem tudod fél, vagy egy évnél tovább összetartani a pártot, így a támogatottsága a 2015-ös 17%-ról 2021-re 0-1% ra csökkent.

## Választási eredmények
A párt az európai parlamenti választásokon érte el első eredményeit. 1999-ben 3, 2004-ben 5, 2009-ben 12, 2014-ben 24 mandátumot szerzett, és ezzel első lett.
A 2015-ös brit parlamenti választáson a szavazatok száma alapján harmadik erő lett 12,6%-kal, de a választási rendszer aránytalansága miatt csak egyetlen képviselőt küldhetett a parlamentbe.
A 2017-es Brit parlamenti választáson a párt elvesztette azt az egy mandátumot is, amit 2015-ben sikerült megszereznie, így egy képviselőt sem tudtak a parlamentbe juttatni. 
A 2019-es brit parlamenti választáson a 0,1%-ot sem sikerült elérniük, 22,817 szavazattal, egyetlenegy választókerületet sem nyertek el.

## A párt elnökei
- Alan Sked (1993-1997)
- Michael Holmes (1997-2000)
- Jeffrey Titford (2000-2002)
- Roger Knapman (2002-2006)
- Nigel Farage (2006-2009, 2010-2016)
- Diane James (2016)
- Paul Nuttall (2016-2017)
- Steve Crowther (2017. szeptember 29-ig.)
- Henry Bolton (2017. szeptember 29-től)
- Gerard Batten (2018-2019)
- Richard Braine (2019)
- Freddy Vachha (2020)
- Neil Hamilton (2020-)